# Viaduc de Costet
Le viaduc de Costet est un viaduc ferroviaire, long de 285 m, qui permet le franchissement de l'Allier par la ligne de Saint-Germain-des-Fossés à Nîmes-Courbessac. Il est situé sur les territoires des communes de Mazeyrat-d'Allier et de Langeac dans le département de la Haute-Loire en région Auvergne-Rhône-Alpes.
Mis en service en 1866 par la Compagnie des chemins de fer de Paris à Lyon et à la Méditerranée (PLM), c'est un ouvrage d'art toujours utilisé par la Société nationale des chemins de fer français (SNCF).

## Situation ferroviaire
Le viaduc de Costet est établi au point kilométrique (PK) 518,864 de la ligne de Saint-Germain-des-Fossés à Nîmes-Courbessac, entre les gares de Saint-Georges-d'Aurac et de Langeac. Il permet le franchissement de l'Allier et le passage au-dessus de la départementale 585.

## Histoire

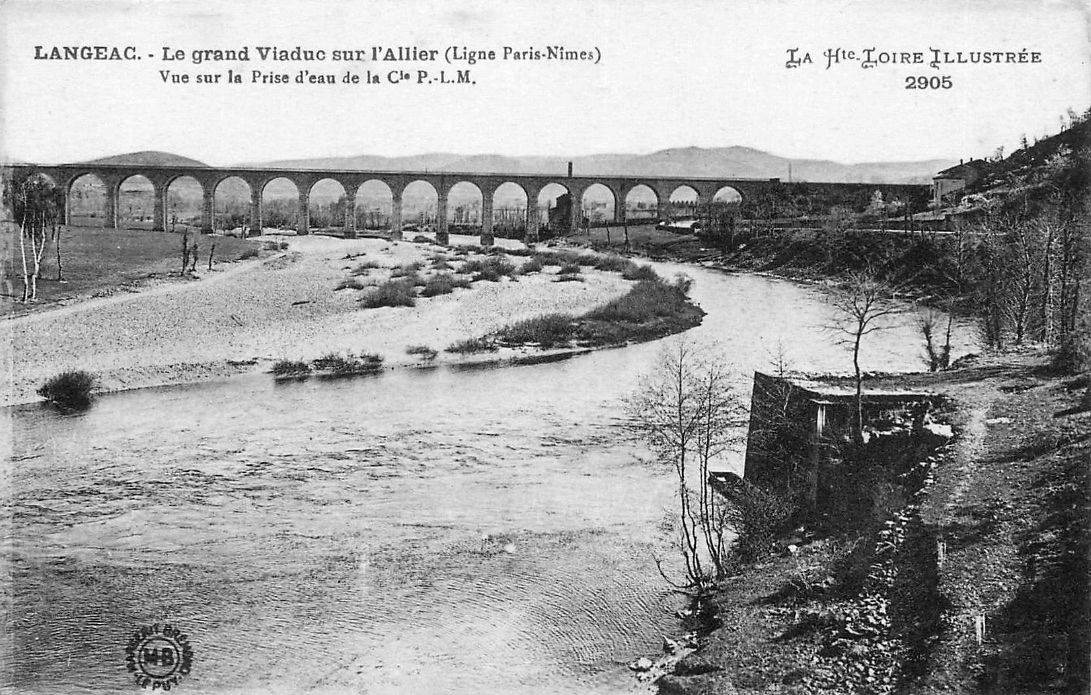
Le viaduc au début des années 1900, avec au premier plan la culée du pont suspendu de Costet détruit par la crue de 1866.

Les travaux de la section de Brioude à Langeac, de la ligne de Brioude à Alais concédée définitivement à la Compagnie des chemins de fer de Paris à Lyon et à la Méditerranée (PLM) en 1862, sont adjugés en 1863. Le tracé de l'administration qui situe alors la gare de Langeac sur la rive droite de l'Allier ne comporte donc pas de viaduc pour le franchir. La municipalité de Langeac, qui soutenait ce projet, s'aperçoit que cela situe sa gare loin dans l'est du centre ville et décide donc de refuser ce choix et de demander le déplacement de la gare sur la rive gauche de l'Allier. Sa proposition est finalement acceptée et le chantier du viaduc sur l'Allier est terminé, comme la totalité de la section, en septembre 1866 avant l'importante crue de l'Allier, le 24 septembre, qui va provoquer de nombreux dommages aux ouvrages d'art de la ligne, mais aussi détruire les ponts de Langeac et de Costet, sans toutefois provoquer de dégâts sur le viaduc. Après remise en état, la ligne, avec le viaduc, est mise en service et inaugurée sans fioritures le 10 décembre 1866,.
En 2012, dans le cadre du plan rail Auvergne, Réseau ferré de France (RFF) engage « des travaux de voie au niveau du viaduc de Costet ».

## Caractéristiques
Le viaduc de Costet est un ouvrage d'art ferroviaire. De type viaduc, c'est un pont en arc et en maçonnerie, conçu pour le passage d'une voie unique. D'une longueur de 285 mètres pour une hauteur de 24 m, il comporte 18 arches de 12 m d'ouverture. La pierre de taille est issue de la carrière de Jahon, située à 3 km de la gare de Langeac,.

Le viaduc au début des années 1900
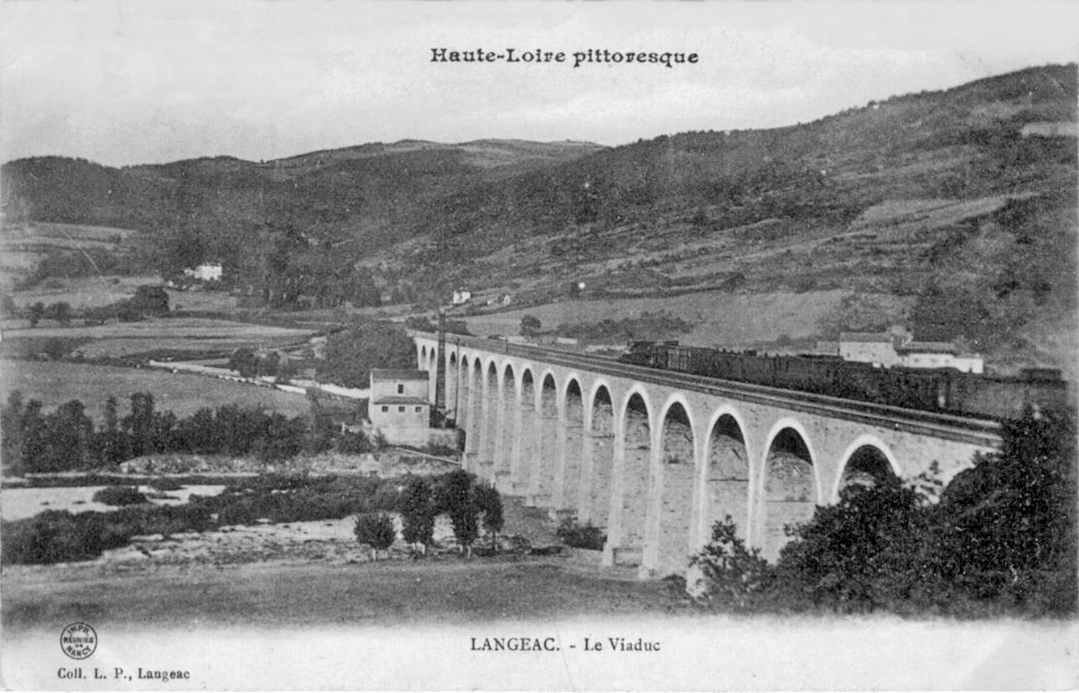
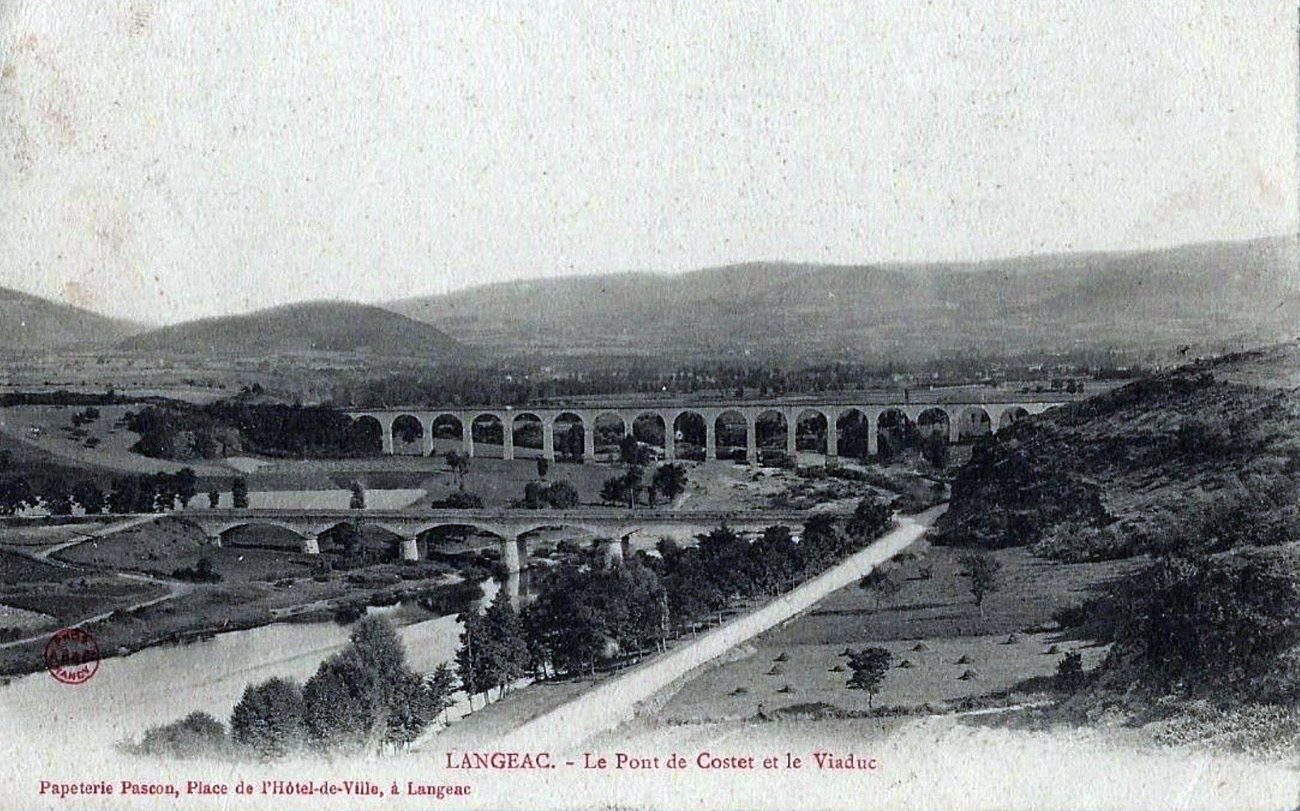
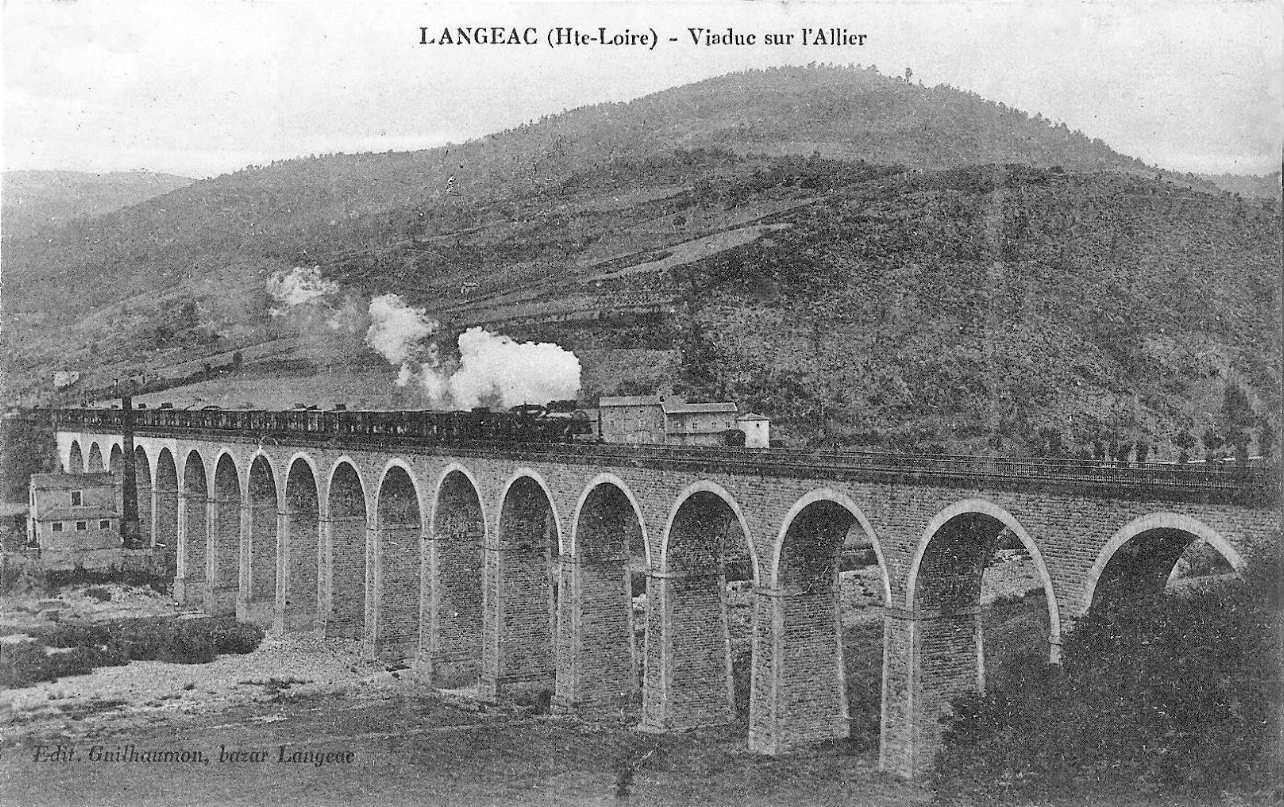